# Ngandajika (territorium)
Ngandajika är ett territorium i Kongo-Kinshasa. Det ligger i provinsen Lomami, i den centrala delen av landet, 1 000 km öster om huvudstaden Kinshasa.